# Esteban Elizondo
Esteban Elizondo (País Basc, 1945) és intèrpret de piano i orgue i també ha exercit com a catedràtic.
Va estudiar piano i orgue al Conservatori de Sant Sebastià, en els anys posteriors va continuar estudiant orgue a l'Escola Superior de Música de Viena.
L'any 2002 aconsegueix el doctorat en Filosofia i Ciències de l'Educació a la Universitat de Barcelona amb la tesi “La organería romántica en el País Basco y Navarra (1856-1940)”.
Ha sigut catedràtic d'orgue i director del Conservatori Superior de Música de Sant Sebastià. En els darrers anys la seva carrera professional s'ha centrar en la investigació i la divulgació internacional del patrimoni relacionat amb els orgues de les comunitats de Navarra i País Basc. Aquesta ha consistit en diferents concerts per diferents països com Estats Units, Japó, Brasil i Rússia, entre d'altres. També ha realitzat diferents treballs d'investigació i edició de partitures.
Va obtenir el primer premi quan va finalitzar els seus estudis de piano i orgue al Conservatori DE Sant Sebastià. Posteriorment, l'any 2002 va rebre el Premi Extraordinari de la Universitat de Barcelona pel seu doctorat. Amb relació a la tesi doctoral també va obtenir el Premi a la investigació proporcionat per la Universitat de País Basc i el Orfeón Donostiarra. L'any 2009 obté la medalla al Mèrit Ciutadà atorgat per l'ajuntament de Sant Sebastià.
L'any 2011 l'Asociación Cultural Organaria de Castilla y León el va nomenar soci d'honor. Posteriorment, al 2012, es converteix en el vicepresident de l'Asociación del Organo Hispano. Finalment, l'any 2014 ingressà com a membre de número a la Real Sociedad Bascongada de los Amigos del País.